# Куяте, Тьемоко Гаран
Тьемоко Гаран Куяте (фр. Tiemoko Garan Kouyaté; 27 апреля 1902, Сегу, Французский Судан (ныне Мали) — 4 июля 1944, Маутхаузен, Третий рейх) — деятель западноафриканского антиколониального движения, панафриканист, считается одним из первых африканских коммунистов и одной из влиятельных фигур африканской диаспоры в метрополии в 1920-х и 1930-х годов.